# Spor Toto Spor Kulübü 2022-2023 (pallavolo)
Questa voce raccoglie le informazioni riguardanti lo Spor Toto Spor Kulübü nelle competizioni ufficiali della stagione 2022-2023.

## Stagione
Lo Spor Toto Spor Kulübü disputa la stagione 2022-23 senza alcuna denominazione sponsorizzata.
Partecipa al suo diciassettesimo campionato di Efeler Ligi, classificandosi al nono posto in regular season, mancando quindi la qualificazione ai play-off scudetto. In Coppa di Turchia, invece, non supera la fase a girone.

## Organigramma societario
Area direttiva
- Presidente: Metin Ayvazoğlu

Area tecnica
- Allenatore: Nedim Özbey
- Allenatore in seconda: Adnan Paşaoğlu
- Assistente allenatore: Caner Balcılar
- Scoutman: Kerem Solmaz

## Rosa
| N° | Nome              | Ruolo | Data di nascita  | Nazionalità sportiva |
| -- | ----------------- | ----- | ---------------- | -------------------- |
| 1  | Azizcan Ataoğlan  | P     | 8 marzo 2000     | Turchia              |
| 2  | Božidar Vučićević | O     | 9 dicembre 1998  | Serbia               |
| 3  | Yüksel Bıdak      | C     | 6 giugno 1994    | Turchia              |
| 4  | Abdulsamet Yalçın | S     | 25 gennaio 2000  | Turchia              |
| 5  | Burak Güngör      | S     | 28 luglio 1993   | Turchia              |
| 5  | Mert Sönmezgül    | L     | 3 luglio 1996    | Turchia              |
| 6  | Berk Söylemez     | S     | 14 giugno 1997   | Turchia              |
| 7  | Çağatay Durmaz    | C     | 5 aprile 1994    | Turchia              |
| 8  | Batuhan Avcı      | S     | 2 agosto 2000    | Turchia              |
| 9  | Özkan Hayırlı     | C     | 27 maggio 1984   | Turchia              |
| 10 | Ali Yılmaz        | S     | 5 aprile 1999    | Turchia              |
| 11 | Doğan Karakoç     | O     | 4 giugno 2005    | Turchia              |
| 16 | Amel Dautefendic  | C     | 26 marzo 1999    | Turchia              |
| 17 | Muhammet Kaya     | P     | 7 febbraio 1995  | Turchia              |
| 73 | Pavel Kuklinski   | S     | 18 dicembre 1989 | Bielorussia          |
| 77 | Yiğit Kaplan      | C     | 10 gennaio 2004  | Turchia              |
| 99 | Muhammed Aray     | L     | 2 gennaio 2003   | Turchia              |

## Statistiche

### Statistiche di squadra
| Competizione     | Punti | In casa | In casa | In casa | In trasferta | In trasferta | In trasferta | Totale | Totale | Totale |
| Competizione     | Punti | G       | V       | P       | G            | V            | P            | G      | V      | P      |
| ---------------- | ----- | ------- | ------- | ------- | ------------ | ------------ | ------------ | ------ | ------ | ------ |
| Efeler Ligi      | 30    | 13      | 7       | 6       | 13           | 4            | 9            | 26     | 11     | 15     |
| Coppa di Turchia | 3     | 0       | 0       | 0       | 0            | 0            | 0            | 3      | 1      | 2      |
| Totale           | -     | 13      | 7       | 6       | 13           | 4            | 9            | 29     | 12     | 17     |

G = partite giocate; V = partite vinte; P = partite perse

### Statistiche dei giocatori
| Giocatore      | Campionato | Campionato | Campionato | Campionato | Campionato | Coppa di Turchia | Coppa di Turchia | Coppa di Turchia | Coppa di Turchia | Coppa di Turchia | Totale | Totale | Totale | Totale | Totale |
| Giocatore      | P          | PT         | AV         | MV         | BV         | P                | PT               | AV               | MV               | BV               | P      | PT     | AV     | MV     | BV     |
| -------------- | ---------- | ---------- | ---------- | ---------- | ---------- | ---------------- | ---------------- | ---------------- | ---------------- | ---------------- | ------ | ------ | ------ | ------ | ------ |
| M. Aray        | 2          | 0          | 0          | 0          | 0          | 2                | 0                | 0                | 0                | 0                | 4      | 0      | 0      | 0      | 0      |
| A. Ataoğlan    | 17         | 0          | 0          | 0          | 0          | 3                | 1                | 1                | 0                | 0                | 20     | 1      | 1      | 0      | 0      |
| B. Avcı        | 22         | 161        | 137        | 16         | 8          | 3                | 16               | 11               | 1                | 4                | 25     | 177    | 148    | 17     | 12     |
| Y. Bıdak       | 24         | 149        | 112        | 32         | 5          | 3                | 23               | 20               | 3                | 0                | 27     | 172    | 132    | 35     | 5      |
| A. Dautefendic | 19         | 71         | 54         | 13         | 4          | 3                | 6                | 5                | 1                | 0                | 22     | 77     | 59     | 14     | 4      |
| Ç. Durmaz      | 20         | 113        | 77         | 28         | 8          | 1                | 2                | 0                | 1                | 1                | 21     | 115    | 77     | 29     | 9      |
| B. Güngör      | -          | -          | -          | -          | -          | 0                | 0                | 0                | 0                | 0                | 0      | 0      | 0      | 0      | 0      |
| Ö. Hayırlı     | 19         | 21         | 18         | 3          | 0          | 2                | 9                | 4                | 4                | 1                | 21     | 30     | 22     | 7      | 1      |
| Y. Kaplan      | 13         | 13         | 8          | 4          | 1          | 2                | 0                | 0                | 0                | 0                | 15     | 13     | 8      | 4      | 1      |
| D. Karakoç     | 22         | 19         | 14         | 4          | 1          | 3                | 12               | 11               | 0                | 1                | 25     | 31     | 25     | 4      | 2      |
| M. Kaya        | 25         | 38         | 11         | 18         | 9          | 3                | 3                | 1                | 0                | 2                | 28     | 41     | 12     | 18     | 11     |
| P. Kuklinski   | 24         | 213        | 174        | 19         | 20         | 3                | 32               | 27               | 2                | 3                | 27     | 245    | 201    | 21     | 23     |
| M. Sönmezgül   | 7          | 0          | 0          | 0          | 0          | -                | -                | -                | -                | -                | 7      | 0      | 0      | 0      | 0      |
| B. Söylemez    | 3          | 3          | 2          | 1          | 0          | -                | -                | -                | -                | -                | 3      | 3      | 2      | 1      | 0      |
| B. Vučićević   | 25         | 530        | 468        | 32         | 30         | 3                | 59               | 45               | 6                | 8                | 28     | 589    | 513    | 38     | 38     |
| A. Yalçın      | 25         | 0          | 0          | 0          | 0          | 3                | 0                | 0                | 0                | 0                | 28     | 0      | 0      | 0      | 0      |
| A. Yılmaz      | 17         | 127        | 112        | 14         | 1          | 3                | 11               | 8                | 2                | 1                | 20     | 138    | 120    | 16     | 2      |

P = presenze; PT = punti totali; AV = attacchi vincenti; MV = muri vincenti; BV = battute vincenti